# Anuloma viloma
De anuloma viloma (Sanskriet: anuloma is afwisselend, viloma is tegennatuurlijk) is een pranayama in yoga. Anuloma Viloma is een vrij eenvoudig uit te voeren pranayama. Anuloma viloma is het afwisselen tussen beide neusgaten tijdens het ademhalen.
Binnen de leer van de Sivananda-yoga, zou een gezond persoon afwisselend gedurende langere tijd van een uur en vijftig minuten door het linkerneusgat (de nadi wordt ook wel ida genoemd) ademhalen en vervolgens gedurende dezelfde tijd door het rechterneusgat (deze nadi wordt ook wel pingala genoemd). Bij veel mensen zou dit natuurlijke ritme verstoord zijn. De pranayama anuloma viloma zou dit ritme van de shushumna weer herstellen en zou de gelijkmatige doorstroming van het prana of levensenergie weer in evenwicht brengen.
Met de anuloma viloma wordt er in de verhouding 2:8:4 ingeademd, de adem ingehouden en uitgeademd. Een beginner doet twintig rondes van de anuloma viloma en een gevorderde tot vijftig rondes, waarbij een ronde als volgt is opgebouwd:
1. Inademing door het linkerneusgat,
2. Inhouden van de adem,
3. Uitademing door het rechterneusgat,
4. Inademing door het rechterneusgat,
5. Inhouden van de adem,
6. Uitademing door het linkerneusgat.[3]

Deze ademhalingstechniek wordt uitgevoerd in een van de verschillende kleermakerszits. Het afwisselen van de neusgaten wordt in het algemeen uitgevoerd door de duim en de pink van de rechterhand te gebruiken, terwijl de overgebleven drie vingers tegen elkaar aanstaan. De mond is gesloten en wordt niet gebruikt om te ademen. De ringvinger wordt eventueel bij de pink gevoegd.
volledige ademhaling · middenrifademhaling · flankademhaling · sleutelbeenademhaling · mondademhaling · neusademhaling

abhyantara bahya stambha vritti · activerende ademhaling · agni prasana · anuloma · anuloma viloma · bhastrika · brahmari · chandra bhedana · chatur mukhi · dirgha sukshma · kapalabhati · kevala kumbhaka · kumbhaka · murcha · nadi sodhana · ohm sahita rechaka · plavini · prachhardana · prana apana samyukta · pratiloma · sahita kumbhaka · sama vritti · samanu · sapta vyahrita · sargarbha sahita kumbhaka · sarva dwara baddha · sithali · sitkari · stambha vritti · sukha purvaka · suksama shwasa prashwasa · surya bhedana · tri bandha kumbhaka · ujjayi · vaya viya kumbhaka · viloma · visama vritti